# Trichoplusia vittata
Trichoplusia vittata là một loài bướm đêm trong họ Noctuidae.

## Hình ảnh

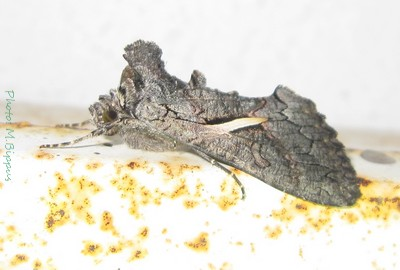